# Amaia Romero
Amaia Romero Arbizu (Pamplona, 3 januari 1999) is een Spaanse zangeres. Ze speelt bovendien piano, gitaar en ukulele.

## Biografie
Romero nam in 2010 deel aan een talentenjacht voor kinderen op Telecinco, en vervolgens in 2012 op Antena 3. Eind 2017 nam ze deel aan Operación Triunfo, de talentenjacht die haar doorbraak zou betekenen. Ze haalde de finale en wist deze te winnen. In de marges van Operación Triunfo nam ze ook deel aan de Spaanse preselectie voor het Eurovisiesongfestival, en dit aan de zijde van Alfred García. Met Tu canción won het gelegenheidsduo de finale, waardoor het Spanje mocht vertegenwoordigen op het Eurovisiesongfestival 2018 in de Portugese hoofdstad Lissabon. Het duo eindigde in de op 12 mei gehouden finale als 23e.
- Biblioteca Nacional de España: XX6039820
- International Standard Name Identifier: 0000 0004 7585 8255
- MusicBrainz: fd352180-b8c4-4ca3-a8e8-af21d2648372